# Lijst van studentenverenigingen in Eindhoven
Onderstaande is een (niet volledige) lijst van studentenverenigingen in Eindhoven.

## Studentengezelligheidsverenigingen
| Vereniging                            | Oprichtingsdatum  | Status | Doelgroep/Instituut                                                          | Koepelorganisatie/Netwerk                                          | Ledental | Afbeelding |
| ------------------------------------- | ----------------- | ------ | ---------------------------------------------------------------------------- | ------------------------------------------------------------------ | -------- | ---------- |
| AEGEE-Eindhoven                       | 22 november 1989  | Actief | Technische Universiteit Eindhoven Fontys Hogeschool Design Academy Eindhoven | AEGEE                                                              | 150      |            |
| Atmos                                 | 2021              | Actief | Technische Universiteit Eindhoven                                            |                                                                    | 300      |            |
| B&R Beurs Eindhoven                   | 5 september 2016  | Actief | Technische Universiteit Eindhoven Fontys Hogeschool Design Academy Eindhoven |                                                                    | 180      |            |
| Cosmos                                | 2011              | Actief | Technische Universiteit Eindhoven                                            |                                                                    | 300      |            |
| Compass                               | 2018              | Actief | LHBTQ+ community van de Technische Universiteit Eindhoven                    |                                                                    |          |            |
| E.S.V. Demos                          | 14 maart 1963     | Actief | Technische Universiteit Eindhoven Fontys Hogeschool Design Academy Eindhoven | Federatie van Unitates en Bonden Landelijke Kamer van Verenigingen | 250      |            |
| E.S.T.V. Doppio                       | 18 december 1985  | Actief | Technische Universiteit Eindhoven Fontys Hogeschool                          | V.S.E. Scala                                                       | 150      |            |
| Eindhovens Studenten Corps            | 3 september 1957  | Actief | Technische Universiteit Eindhoven Fontys Hogeschool Design Academy Eindhoven |                                                                    | 350      |            |
| JCES Kinjin                           | 23 december 2003  | Actief | Technische Universiteit Eindhoven Fontys Hogeschool Design Academy Eindhoven | V.S.E. Scala                                                       | 130      |            |
| SA Salaam                             | 2017              | Actief | TU/e                                                                         |                                                                    | 83       |            |
| SSRE                                  | 19 september 1957 | Actief | Technische Universiteit Eindhoven Fontys Hogeschool Design Academy Eindhoven |                                                                    | 300      |            |
| Tuna Ciudad de Luz                    | 1964              | Actief | Technische Universiteit Eindhoven Fontys Hogeschool Design Academy Eindhoven |                                                                    | 25       |            |
| LEDStam (Studentenscouting Eindhoven) | 19 september 2018 | Actief | Technische Universiteit Eindhoven Fontys Hogeschool Design Academy Eindhoven | Scouting Nederland Studentenscouting Nederland                     |          |            |

## Confessionele studentenverenigingen
| Vereniging                                          | Oprichtingsdatum | Status                               | Doelgroep/Instituut                                                                           | Koepelorganisatie/Netwerk                        | Ledental | Afbeelding |
| --------------------------------------------------- | ---------------- | ------------------------------------ | --------------------------------------------------------------------------------------------- | ------------------------------------------------ | -------- | ---------- |
| Emèt Qenee (ook voor Tilburg)                       | 2 februari 1993  | Actief als dispuut van C.S.F.R.      | Studenten van Gereformeerde Bond, Gereformeerde Gemeenten & Christelijke Gereformeerde Kerken | Civitas Studiosorum in Fundamento Reformato      | 25       |            |
| Ichthus Eindhoven                                   | 1969             | Actief                               | Technische Universiteit Eindhoven                                                             | V.C.S. Ichthus Landelijk                         | 100      |            |
| Navigators Eindhoven                                | 2010             | Actief                               | Technische Universiteit Eindhoven                                                             | Navigators Studentenverenigingen                 | 15       |            |
| Vereniging van Gereformeerde Studenten te Eindhoven |                  | Opgegaan in C.S.V. Ichthus Eindhoven | Technische Universiteit Eindhoven                                                             | Vereniging van Gereformeerde Studenten-Nederland |          |            |

## Studentensportverenigingen
| Vereniging                           | Oprichtingsdatum | Status    | Doelgroep/Instituut                                                                     | Koepelorganisatie/Netwerk             | Ledental | Afbeelding |
| ------------------------------------ | ---------------- | --------- | --------------------------------------------------------------------------------------- | ------------------------------------- | -------- | ---------- |
| Avalanche Boarders                   | 1999             | Actief    |                                                                                         | Eindhovense Studenten Sport Federatie |          |            |
| E.S.A.T.S. All Terrain               |                  | Actief    |                                                                                         | Eindhovense Studenten Sport Federatie |          |            |
| E.S.A.V. Asterix                     | 6 maart 1969     | Actief    |                                                                                         | Eindhovense Studenten Sport Federatie | 75       |            |
| E.S.B.V. Panache                     | 7 november 1962  | Actief    |                                                                                         | Eindhovense Studenten Sport Federatie |          |            |
| E.S.B.V. Samourais                   |                  | Actief    |                                                                                         | Eindhovense Studenten Sport Federatie |          |            |
| E.S.B.V. Tantalus                    | 1961             | Actief    |                                                                                         | Eindhovense Studenten Sport Federatie |          |            |
| E.S.C.V. Impulsão                    |                  |           |                                                                                         |                                       |          |            |
| E.S.D.V. Blub                        | 2004             | Opgeheven |                                                                                         |                                       | 35       |            |
| E.S.D.V. Footloose                   | 23 januari 1991  | Actief    | Technische Universiteit Eindhoven Fontys Hogeschool Design Academy Eindhoven            | V.S.E. Scala                          | 500      |            |
| E.S.E.V. Zephyr                      | 21 oktober 2015  | Actief    | Technische Universiteit Eindhoven Fontys Hogeschool                                     | Eindhovense Studenten Sport Federatie | 129      |            |
| E.S.F.V. Vertigo                     | 2008             | Actief    |                                                                                         | Eindhovense Studenten Sport Federatie |          |            |
| E.S.G.V. De Club                     | 12 juni 2002     | Actief    |                                                                                         | Eindhovense Studenten Sport Federatie |          |            |
| E.S.H. Da Vinci                      | 2 februari 2005  | Actief    |                                                                                         | Eindhovense Studenten Sport Federatie |          |            |
| E.S.H.V. THE Studs                   |                  |           |                                                                                         |                                       |          |            |
| E.S.IJ.V. Icehawks                   |                  |           |                                                                                         | Eindhovense Studenten Sport Federatie | 35       |            |
| ESKV Attila                          | 4 oktober 1990   | Actief    |                                                                                         | Eindhovense Studenten Sport Federatie |          |            |
| E.S.K.V. Dynamos                     | 1991             | Actief    |                                                                                         |                                       |          |            |
| E.S.K.V. Okawa                       | 1982             | Actief    |                                                                                         | Eindhovense Studenten Sport Federatie |          |            |
| E.S.L.V. Screaming Eagles            | 2010             | Actief    |                                                                                         | Eindhovense Studenten Sport Federatie |          |            |
| E.S.R.C. The Elephants               |                  | Actief    |                                                                                         | Eindhovense Studenten Sport Federatie |          |            |
| E.S.R. Thêta                         | 12 juni 1975     | Actief    | Technische Universiteit Eindhoven                                                       | Eindhovense Studenten Sport Federatie |          |            |
| E.S.R.V. Concorde                    |                  | Actief    |                                                                                         | Eindhovense Studenten Sport Federatie |          |            |
| E.S.S.R.V. Quatsh                    |                  | Actief    |                                                                                         | Eindhovense Studenten Sport Federatie |          |            |
| E.S.S.V. Hoc Habet                   | 1966             | Actief    |                                                                                         | Eindhovense Studenten Sport Federatie |          |            |
| E.S.T. Fellenoord                    | 17 december 1970 | Actief    | Technische Universiteit Eindhoven                                                       | Eindhovense Studenten Sport Federatie | 300      |            |
| E.S.T.C. Twist                       | 3 juni 1985      | Actief    |                                                                                         | Eindhovense Studenten Sport Federatie | 70       |            |
| E.S.T.T.V. TAVERES                   | 1 oktober 1966   | Actief    |                                                                                         | Eindhovense Studenten Sport Federatie |          |            |
| E.S.T.V. Ilyeo                       | 2004             | Actief    |                                                                                         | Eindhovense Studenten Sport Federatie | 25       |            |
| E.S.W.V. Squadra Veloce              | 1995             | Actief    | Technische Universiteit Eindhoven Fontys Hogeschool                                     | Eindhovense Studenten Sport Federatie | 200      |            |
| E.S.V.V. Hajraa                      | 1957             | Actief    |                                                                                         | Eindhovense Studenten Sport Federatie |          |            |
| E.S.V.V. Pusphaira                   | 27 april 1968    | Actief    |                                                                                         | Eindhovense Studenten Sport Federatie |          |            |
| E.S.W.V. Qi Dao                      | 2006             | Actief    |                                                                                         |                                       |          |            |
| E.S.W.V. WETH                        | 1982             | Actief    |                                                                                         | Eindhovense Studenten Sport Federatie |          |            |
| E.S.W.Z.V. Nayade                    | 1961             | Actief    |                                                                                         | Eindhovense Studenten Sport Federatie |          |            |
| E.S.Z.V. Boreas                      | 1987             | Actief    |                                                                                         | Eindhovense Studenten Sport Federatie |          |            |
| E.S.Z.V. Oktopus                     | 6 juni 1969      | Actief    |                                                                                         | Eindhovense Studenten Sport Federatie |          |            |
| E.S.Z.V.V. Totelos                   | 1979             | Actief    |                                                                                         | Eindhovense Studenten Sport Federatie | 150      |            |
| ESAC                                 |                  | Actief    |                                                                                         | Eindhovense Studenten Sport Federatie |          |            |
| ESSV Isis                            | 7 oktober 1969   | Actief    | Technische Universiteit Eindhoven Fontys Hogescholen Eindhoven Design Academy Eindhoven | Eindhovense Studenten Sport Federatie | 100      |            |
| D.R.V. Telamon                       | 9 februari 1966  | Opgeheven | Technische Hogeschool Eindhoven                                                         | E.S.V. Demos                          |          |            |
| E.S.H.V. Don Quishoot                | 4 augustus 1997  | Actief    | Technische Universiteit Eindhoven                                                       | Eindhovense Studenten Sport Federatie |          |            |
| IMPACT                               |                  | Actief    |                                                                                         | Eindhovense Studenten Sport Federatie |          |            |
| S.P.V. Blue                          | 2011             | Actief    |                                                                                         | Eindhovense Studenten Sport Federatie |          |            |
| V.V. Tamar                           | 8 oktober 1963   | Actief    | Technische Universiteit Eindhoven Fontys Hogescholen                                    | Eindhovense Studenten Sport Federatie | 85       |            |
| Zweefvliegclub Eindhovense Studenten | 27 maart 1963    | Actief    | Technische Universiteit Eindhoven                                                       | Eindhovense Studenten Sport Federatie | 100      |            |

## Universitaire studieverenigingen
| Vereniging                     | Oprichtingsdatum  | Status              | Doelgroep/Instituut                                    | Koepelorganisatie/Netwerk | Ledental | Afbeelding |
| ------------------------------ | ----------------- | ------------------- | ------------------------------------------------------ | ------------------------- | -------- | ---------- |
| AnArchi                        | 14 september 2009 | Actief              | TU/e - Architecture                                    | CHEOPS                    |          |            |
| Atmos                          | 8 juni 2021       | Actief              | TU/e - Metaforum                                       |                           |          |            |
| CHEOPS                         | 12 december 1985  | Actief              | TU/e - Built Environment                               | FSE                       | 1800     |            |
| D.S.A. Pattern                 | 12 mei 2017       | Actief              | TU/e - Data Science                                    | FSE                       |          |            |
| Flux                           |                   | Opgegaan in Mollier | TU/e - Building Physics                                |                           |          |            |
| GEWIS                          | 28 juni 1982      | Actief              | TU/e - Wiskunde en Informatica                         | FSE                       |          |            |
| Industria                      | 1963              | Actief              | TU/e - Technische Bedrijfskunde                        | FSE                       | 1100     |            |
| Intermate                      |                   |                     | TU/e - Technische Innovatiewetenschappen               | FSE                       |          |            |
| T.S.V. 'Jan Pieter Minckelers' | 6 december 1957   | Actief              | TU/e - Scheikundige technologie                        | FSE, OSTS, SOCTeC         |          |            |
| SVTN "J.D. van der Waals"      | 6 oktober 1960    | Actief              | TU/e - Technische natuurkunde                          | FSE, SPIN                 | 600      |            |
| KOers                          | 21 december 1978  | Actief              | TU/e - Structural Engineering & Design                 | CHEOPS                    | 300      |            |
| Lucid                          | 10 januari 2002   | Actief              | TU/e - Industrial design                               | FSE                       |          |            |
| MATUE De Marketeer             |                   |                     | TU/e - Marketing                                       |                           |          |            |
| Mollier                        | 1996              | Actief              | TU/e - Building Physics and Services                   | CHEOPS                    |          |            |
| of CoUrsE!                     |                   | Actief              | TU/e - Construction Management and Engineering         | CHEOPS                    |          |            |
| SvBMT Protagoras               | 7 december 1988   | Actief              | TU/e - Biomedische technologie                         | FSE                       | 1200     |            |
| SERVICE                        | 1992              | Actief              | TU/e - Urban Systems and Real Estate                   | CHEOPS                    |          |            |
| W.S.V. Simon Stevin            | 30 oktober 1957   | Actief              | TU/e - Werktuigbouwkunde                               | FSE                       | 1600     |            |
| SUPport                        |                   | Inactief sinds 2019 | TU/e - Building Technology and Construction Technology | CHEOPS                    |          |            |
| e.t.s.v. Thor                  | 28 november 1957  | Actief              | TU/e - Electrical Engineering en Automotive Technology | FSE                       |          |            |
| VIA Stedebouw                  |                   | Actief              | TU/e - Urban Design and Planning                       | CHEOPS                    |          |            |